# Phaea hogei
Phaea hogei là một loài bọ cánh cứng trong họ Cerambycidae.